# Lucanus thibetanus katsurai
Lucanus thibetanus katsurai es una subespecie de la especie Lucanus thibetanus, coleóptero de la familia Lucanidae.

## Distribución geográfica
Habita en Vietnam.